# 日本エンタープライズ
日本エンタープライズ株式会社（にほんエンタープライズ、英: Nihon Enterprise Co., Ltd.）は、東京都渋谷区に本社を置くモバイルコンテンツサービス事業とモバイルサイト構築などのソリューション事業を行う企業。

## 概要
携帯電話を中心とした様々なメディア向けに、音楽やゲーム・動画などのコンテンツの制作を行い、これを配信する企業。モバイルサイトの運営や、テレビ局、テーマパーク、自動車メーカーのモバイルサイトの企画の受注も行っている。
又、社会貢献の理念の基、当期純利益の約1%を慈善事業に役立てることを基本方針にしており、日本赤十字社をはじめ社会福祉団体に寄付をしている。
2006年8月30日にトヨタ自動車株式会社とKDDI株式会社は、自動車との連携機能を備えたauブランドの携帯電話TiMO（東芝製、正式な形式は「W44T II」）の共同開発を発表した。日本エンタープライズは、このTiMOにおける無料コンテンツサービス「無料コンテンツ倉庫」の制作とサイト運営を受注した。ユーザーはゲームや着うたといったコンテンツを1年間無料でダウンロード出来る。

## 沿革
- 1989年
  - 5月30日 - 植田勝典が愛知県豊田市に設立。
- 1997年
  - 7月 - 営業を開始。
  - 9月 - 本社を千葉県千葉市に移転。
  - 11月 - 携帯電話・PHS等の移動体機器等の販売開始。音声情報サービスを開始。
- 2000年
  - 3月 - 本社を東京都渋谷区に移転。
  - 5月 - 関係会社株式会社ワールドインフォを吸収合併。
- 2001年
  - 2月 - 大阪証券取引所ナスダック・ジャパン市場に上場。
- 2003年
  - 2月 - 株式会社ダイブを設立。
- 2007年
  - 7月 - 東京証券取引所市場第二部に株式を上場
  - 8月 - 音楽レーベル「@LOUNGE RECORDS」を設立。
- 2011年
  - 10月 - IMJモバイルより株式会社フォー・クオリアの株式を取得し、子会社化。
  - 12月 - 交通情報サービス株式会社の株式を取得し、子会社化。
- 2013年
  - 3月 - SUGAO Pte. Ltdより株式会社and Oneの株式を取得し、子会社化。
- 2014年
  - 2月 - 東京証券取引所市場第一部に市場変更。
  - 11月 - MSキャピタル株式会社より株式会社会津ラボの全株式を取得し、子会社化。
- 2015年
  - 6月 - 山口再エネ・ファクトリー株式会社を設立。
  - 7月 - 第三者割当増資により株式会社プロモートを子会社化。
  - 12月 - 北京業主行網絡科技有限公司の株式を譲渡。クルーズ株式会社からフリマアプリサービスを譲受。
- 2016年
  - 6月 - いなせり株式会社を設立。
  - 10月 - 子会社株式会社フォー・クオリアを存続会社とし、アットザラウンジ株式会社を吸収合併。
- 2017年
  - 2月 - インド子会社のMobile Services (India) Pvt. Ltd.の株式を譲渡。
- 2018年
  - 6月 - 「株式会社ダイブ」が「株式会社アルゴ」を吸収合併

## コンテンツサービス
- 女性のリズム手帳 - 女性のための健康サポートアプリ
- Fivetalk（ファイブトーク） - コミュニケーションアプリ
- Dealing - フリマアプリ。
- BOOKSMART - 総合電子書籍サービス、東京都書店商業組合と共同運営。
- うた&メロ取り放題
- 最強!GAME王国

## 関係会社

### 連結子会社
- 株式会社ダイブ
- 交通情報サービス株式会社
- 株式会社フォー・クオリア
- 株式会社and One(アンドワン)
- 山口再エネ・ファクトリー株式会社 - 太陽光発電事業
- 株式会社会津ラボ
- 株式会社プロモート
- いなせり株式会社 - 東京魚市場卸協同組合の公式ECサービス『いなせり』の企画・開発・運営
- 因特瑞思（北京）信息科技有限公司 - 中国事業における各種管理統括、中国上海での携帯電話の販売及び代理店事業
- 瑞思創智（北京）信息科技有限公司

### 非連結子会社
- NE銀潤株式会社 - 中国向け日本商材の卸売事業
- 瑞思放送（北京）数字信息科技有限公司

## 同業他社
- フェイス
- ドワンゴ